# 中村倫也
中村倫也（日语：／ Nakamura Tomoya；1986年12月24日—），日本男演員，原藝名為「中村友也」，東京都出身，所屬經紀公司為TOP COAT，身高170cm，血型A型。 2023年3月25日宣布與日本電視台人氣主播水卜麻美結婚。

## 經歷
中村高中一年級時被經紀公司發掘，進入所屬經紀公司的培訓所「Artist☆Artist」學習演戲。2005年，因電影《七人の弔》正式以演員身分出道。
2014年，初次主演舞台劇《The History Boys》，並以此劇獲得第22回讀賣演劇大賞優秀男優賞。中村曾擔任許多戲劇的反派角色，如在電視劇《黑金丑島君 第三季》的「神堂」一角亦引起注目。
2018年，yahoo檢索大賞俳優部受賞。
2021年，宣佈成為2022年春季網絡劇《假面騎士BLACK SUN》的主角之一秋月信彦／假面騎士SHADOW MOON。
2022年以《石子與羽男：這種事能告嗎？》獲得第113屆日劇學院賞最佳男主角。

## 人物
- 中村為家中的次男，有一個哥哥。喜好古典樂及爵士樂。
- 受到媽媽的影響，從小喜歡研究各種動物，對 動物有深度的了解。
- 家中養了兩隻倉鼠和一條非洲古代魚，最喜歡的動物是樹懶。
- 香蕉人 (搞笑組合)的粉絲。
- 2023年3月25日宣布與日本電視台人氣主播水卜麻美結婚。

## 戲劇演出

### 電影
- 七人の弔（2005年，Office北野＝東京テアトル） - 河原潤平
- 亂步地獄（日语：乱歩地獄） 「鏡地獄」（2005年，アルバトロス） - 小林少年
- 我為你赴死（2007年，東映） - 河合惣一
- （2008年，日本出版販売＝ビデオプランニング） - 中村奏彦
- 不沉的太陽（2009年，東寶） - 平松優哉
- SPINNING KITE（2013年，アークエンタテインメント） - ジュン
- 我的意外爸爸（2013年，ギャガ）
- 風俗店之行改變了我的人生（日语：風俗行ったら人生変わったwww）（2013年，セディック＝電通） - 中畑光男
- ラブクラフト・ガール（2013年，CURIOSCOPE） - 田村
- 薔薇色的布子（日语：薔薇色のブー子）（2014年，東寶） - 電視台編導
- 海月姫（2014年12月27日，アスミック・エース） - 熱帶魚店店員
- 尋找心樂章（日语：マエストロ (漫画)#映画）（2015年1月31日，松竹＝Asmik Ace） - 丹下浩
- 王妃之館（日语：王妃の館#映画）（2015年4月25日，東映） - クレヨン
- 屌絲騎士（日语：やるっきゃ騎士#映画）（2015年5月23日，ポニーキャニオン） - 主演・誠豪介
- - 教育実習生・金子
- Piece of Cake（日语：ピース オブ ケイク）（2015年9月5日，ショウゲート）
- 星丘車站失物招領（星ガ丘ワンダーランド）（2016年3月5日，ファントム・フィルム） - 主演・瀬生温人[4]
- 極惡刑事（日语：日本で一番悪い奴ら）（2016年6月25日） - 小坂亮太
- 愚行錄（2017年2月18日）[5] - 尾形孝之
- 3月的獅子（2017年3月18日，4月22日） - 三角龍雪
- 笑笑招財貓（日语：笑う招き猫）（2017年4月29日） - 三上
- 薙刀社青春日記（2017年9月22日） - 小林老師
- 老師！我可以喜歡你嗎（2017年10月28日） - 関矢正人[6]
- 伊藤君 A to E（日语：伊藤くん A to E）（2018年1月12日） - 久住健太郎
- 孤狼之血（日语：孤狼の血）（2018年5月12日） - 永川恭二
- 小資女孩奮鬥記：遊樂園的奇蹟（日语：オズランド 笑顔の魔法おしえます。）（2018年10月26日） - 小西俊郎
- 一定要結婚嗎（2019年3月23日） - 園木
- 颱風家族（2019年9月6日） - 鈴木千尋
- 屍人莊殺人事件（2019年12月13日） - 明智恭介
- 影裏（2020年2月14日）- 副島和哉
- 消失的星期三（水曜日が消えた）（2020年6月19日）- 主演・僕
- 人数の町（2020年9月4日） - 主演・蒼山
- 聖誕殺戮日（2020年12月4日） - 須永元基
- 錯視畫的利牙（2021年3月26日） - 伊庭惟高
- 初戀 (沒說出口的殺人告白)（ファーストラヴ）（2021年2月11日） - 庵野迦葉
- 婚顧女王（2022年3月12日） - 石川彰人
- 霸權動畫！（2022年5月20日）- 王子千晴
- 沉默的艦隊（2023年9月29日）- 入江蒼士
- ミッシング（2024年5月17日） - 砂田
- LAST MILE：全面引爆（2024年8月23日） - 山崎佑
- あの人が消えた（2024年9月20日） - 巻坂健太

### 電視劇
- H2好逑雙物語（2005年1月13日 - 3月24日，TBS） -
- 刑事部屋〜六本木おかしな捜査班〜 最終話（2005年7月6日 - 9月14日，朝日電視台） - 小宮山琢磨
- NHK晨間劇（NHK）
  - 風のハルカ（2005年10月3日 - 2006年4月1日，NHK大阪放送局） - 神崎由起夫
  - 一半，藍色。（2018年5月12日 - 6月7日、9月3日 - 29日） - 朝井正人 [7]
  - 布基烏基（2024年3月18日） - 沼袋勉
- 相棒4 第7話（2005年10月12日 - 2006年3月15日、朝日電視台） - 池田俊太郎
- 第17回富士電視台青年劇本大獎（日语：フジテレビヤングシナリオ大賞）『unplugged 〜アンプラグド〜』（2005年12月17日，富士電視台） - 主演・粕谷裕介
- 神不擲骰子（日语：神はサイコロを振らない）（2006年1月18日 - 3月15日，日本電視台） - 甲斐航星
- Life（2007年6月30日 - 9月15日，富士電視台） - 石井知典
- 刺蝟男孩（日语：ハリ系）（2007年，日本電視台） - 主演・
- 轉瞬為風（2008年2月25日 - 28日，富士電視台） - 桃内
- 熱血律師 第7話（2008年4月16日 - 6月18日，日本電視台） - 田中浩平
- 太陽與海的教室 第1話（2008年7月21日，富士電視台） - 末吉春臣
- たったひとりの反乱（2008年7月30日，NHK） - 水谷甲太郎
- 星新一ショートショート 宇宙の男たち（2008年9月15日，NHK）
- ジャッジII〜島の裁判官奮闘記〜第2話（2008年11月1日，NHK） - 森辰夫
- 王牌男公關 第4話（2008年11月7日，朝日電視台系） - No.1 ホスト青龍（正岡順）
- 純愛 第4話（2008年11月10日，富士電視台） - ユキオ
- 三角效應（2009年1月6日-3月17日，富士電視台） - 幡ヶ谷
- NHK大河劇（NHK）
  - 天地人 第46話（2009年11月16日） - 豐臣秀賴
  - 軍師官兵衛（2014年） - 織田信忠
- 鈴里高校書道部（2010年1月7日 - 2月11日、NHK） - 勅使河原亮
- 不良仔與眼鏡妹（2010年4月23日 - 6月25日，TBS） - 松山啓介
- 警視庁失踪人捜査課第6話（2010年5月21日，朝日放送・朝日電視台） - 庄司敦司
- 土俵女孩（日语：土俵ガール!）（2010年7月13日 - 9月14日，MBS・TBS） - 柳本詠介
- 新 警視廳搜查一課9係 season2 第10話（2010年9月1日，朝日電視台）
- 世界奇妙物語 20周年SP・秋 〜人気作家競演編〜「燔祭」（2010年10月4日，富士電視台）
- プロポーズ兄弟〜生まれ順別 男が結婚する方法〜 第2夜（2011年2月22日，富士電視台） - 橋本
- パナソニックドラマスペシャル・屋上のあるアパート（2011年3月21日，TBS） - 桂木郁夫
- 風の少年〜尾崎豊 永遠の伝説〜（2011年3月21日，東京電視台） - 谷本和夫
- 勇者義彥和魔王之城 第2話（2011年7月15日，東京電視台系） -
- 最後の絆 沖縄・引き裂かれた兄弟 〜鉄血勤皇隊と日系アメリカ兵の真相〜（2011年8月13日，富士電視台） - 山入端勝
- 絕對零度  Case.9・10（2011年9月6日・13日，富士電視台） - 川島智裕
- 妖怪人間貝姆 第1話（2011年10月22日，日本電視台） - 岡田
- 未解決事件 file02 オウム真理教17年目の真実（2012年5月26日・27日） - 加川義男
- 小惠會使用魔法嗎？（2012年7月7日 - 12月22日，日本電視台） - 寛人（ヒロト）
- VISION-殺しが見える女- 第2話（2012年7月12日，讀賣電視台） - 立原建夫
- 遺留搜查 第2系列 第2話（2012年7月26日，朝日電視台） - 松山一郎
- ゴーストライターの殺人取材〜セレブの罪を代筆する女 （2012年8月4日，朝日電視台） - 小西潤一
- 高中入學考（2012年10月 - 12月，富士電視台） - 田辺光一
- 終電byebye（日语：終電バイバイ） 第2話（2013年1月21日，TBS） - 前田
- 黑百合住宅區 第7、8話（2013年5月21・28日，TBS） - 渡部一哉
- 天魔先生來了 第7話（2013年9月2日，TBS） - カップル男
- 段田凜 勞動基準監督官 第7話（2013年11月13日，日本電視台） - 茅ヶ崎修司
- 下町ボブスレー（2014年3月1日 - 15日，NHK BS Premium） - 松下武史
- 青之炎（2014年7月19日 - 9月27日，東京電視台） - 赤井タカミ
- FIRST CLASS 第2部（2014年10月15日 - 12月24日，富士電視台） - 冴木大五郎
- 出入禁止の女〜事件記者クロガネ〜第5話（2015年2月19日，朝日電視台） - 清川一起
- クロハ〜機捜の女性捜査官〜（2015年2月22日，朝日電視台） -
- REPLAY & DESTROY（2015年4月，MBS） - 安部寿
- 想ひそめし（2015年5月25日26日27日，名古屋電視台） - 主演
- 好想吃什錦麵（2015年5月30日 - 8月1日，NHK） - 寺山力哉
- ある日，アヒルバス（2015年7月，NHK BS Premium） - 野口祐生
- 僕らプレイボーイズ 熟年探偵社第2話（2015年7月24日，東京電視台） - 岸谷武志
- 京都人の密かな愉しみ 夏（2015年8月15日，NHK BS Premium）
- 植物男子ベランダー SEASON2第10話（2015年8月20日，NHK BS Premium） - 植物のテツ
- 私たちがプロポーズされないのには，101の理由があってだなシーズン2（2015年9月，LaLaTV）
- 下町火箭（2015年10月18日 - 12月20日，TBS） - 浅木捷平
- 拜託了！岳父大人（2016年1月19日 - 3月15日，富士電視台） - 花澤葉理男
- 実録SP 女の犯罪ミステリー 福田和子 整形逃亡15年（2016年3月17日，朝日電視台） - 福田貞夫
- 双葉荘の友人（2016年3月19日，WOWOW） - 倉田誠司
- 黑金丑島君 第三季（2016年7月18日 - 9月19日） - 神堂大道
- 忠臣藏之戀（日语：四十八人目の忠臣#テレビドラマ）（2016年9月24日 - 2017年2月25日，NHK） - 浅野大学長広
- Career～打破常規的警察署長～（2016年12月4日，富士電視台） - 岡崎隆之
- 女人中的陌生人（日语：女の中にいる他人）（2017年1月8日 - 2月19日，NHK BS Premium） - 園山俊
- 超級上班族左江內氏（2017年1月14日 - 3月18日，日本電視台） - 刈野助造
- 100萬元女人們（日语：100万円の女たち#テレビドラマ）（2017年4月14日 - 6月30日，東京電視台） - 花木ゆず
- デッドストック〜未知への挑戦〜 第6話（2017年8月26日，東京電視台）
- 伊藤君 A to E（日语：伊藤くん A to E）（2017年8月21日 - 10月2日，MBS・TBS） - 久住健太郎
- 童話法庭（日语：昔話法廷） 第8話「さるかに合戦」裁判（2017年8月15日） - 猿（聲音演出）
- 忒彌斯的劍（日语：テミスの剣）（2017年9月27日，東京電視台） - 楠木明大
- 新宿SEVEN（日语：新宿セブン）（10月14日 - 12月23日，東京電視台） - 大野健太
- HOLIDAY LOVE（日语：ホリデイラブ）（2018年1月26日 - 3月16日，朝日電視台） - 井筒渡
- FINAL CUT 第6話（2018年2月13日，富士電視台） - 矢口透[8]
- 神探夏洛克小姐（2018年4月，HBO、Hulu配信） - 柴田巡査部長
- 岌岌可危飯店！（日语：崖っぷちホテル!）（2018年4月15日 - 6月17日，日本電視台） -  江口龍二
- 小偷刑警-警視廳搜查三課-（日语：ドロ刑 -警視庁捜査三課-）（2018年10月13日 - 12月15日、日本電視台）-  皇子山隆俊
- 我是大哥大!! 第5話（2018年10月14日 - 12月16日，日本電視台） - 紅野（白原富夫）
- 東野圭吾 信（2018年12月19日，東京電視台） - 嘉山孝文
- 初戀那一天所讀的故事 （2019年1月15日 - 3月19日，TBS） - 山下一真
- 折り紙の魔女と博士の四角い時間（日语：折り紙の魔女と博士の四角い時間）（2019年2月23日、Eテレ） - 兎
- 凪的新生活 （2019年7月19日 - 9月20日，TBS電視台） - 安良成權
- 不協和音 炎の刑事 VS 氷の検事（2020年3月15日，朝日電視台）- 唐沢真佐人
- 美食偵探 明智五郎（2020年4月12日 - 6月28日，日本電視台系） - 主演・明智五郎
- 這份愛要加熱嗎？（2020年10月20日 - 12月22日，TBS） - 淺羽拓實
- 要來杯咖啡嗎（2021年4月5日 - 5月24日，東京電視台）- 主演・青山一
- 喜劇開場 第2話、第4話、第5話、第8話、最終話（2021年4月24日、5月8日、5月15日、6月5日、19日，日本電視台）- 楠木実籾
- 石子與羽男-這種事能告嗎？-（2022年7月8日 - 9月16日，TBS）- 主演・羽根岡佳男（與有村架純雙主演）
- 隼消防團（2023年7月13日 - 9月14日，朝日電視台）- 主演・三馬太郎
- Shrink-精神科醫生弱井-（日语：Shrink〜精神科医ヨワイ〜）（2024年8月31日 - 9月14日，NHK）- 主演・弱井幸之助
- ノンレムの窓 2025・新春 第1話「前の車追ってください」（2025年1月5日、日本テレビ） - 主演・鈴木（與古田新太雙主演）
- 藤子・F・不二雄 SF短編ドラマ シーズン3「異人アンドロ氏」（2025年3月27日、NHK BSプレミアム4K）
- DOPE 麻藥取締部特搜課（2025年7月4日 - 、TBS） - 主演・陣内鉄平（與高桥海人雙主演）

### 舞台劇
- 黄昏（2006年12月） - ビリー
- 恋の骨折り損（2007年3月 - 5月） - キャサリン
- さらば、わが愛（《霸王別姬》日本版舞台劇）（2008年3月 - 4月） - 小四
- 悪夢のエレベーター（2008年9月） - 牧原
- 真心一座 身も心も 流れ姉妹〜獣たちの夜〜（2009年2月）
- SEMINAR（2009年5月 - 6月） - ジェイソン
- バンデラスと憂鬱な珈琲（2009年11月）
- えれがんす（2010年1月） - 悦太郎
- muro式 4（2010年7月 - 8月） - Z
- 薄桜鬼 新選組炎舞録（2010年10月） - 齋藤一
- JAPAN MEETS… -現代劇の系譜をひもとく-III わが町（2011年1月） - ジョージ・ギブス
- ぼっちゃま（2011年5月 - 6月） - 信次郎
- ロッキーホラーショー（2011年12月 - 2012年2月） - ブラッド
- ハンドダウンキッチン（2012年5月 - 6月） - 山田浩彦[9]
- RENT（2012年10月 - 12月） -
- 八犬伝（2013年3月 - 4月、シアターコクーンほか） - 犬坂毛野
- 威尼斯商人（2013年9月-10月、彩の国埼玉芸術劇場ほか） - ポーシャ
- 一路到底：脫線舞男（2014年1月-2月、国際フォーラムC） - マルコム
- 青年Kの矜持（2014年5月、俳優座劇場） - 青年K
- The History Boys（日语：ヒストリーボーイズ）（2014年8月29日 - 9月21日、世田谷パブリックシアターほか） - 主演・
- 殘酷歌劇「荔枝☆光俱樂部（日语：ライチ☆光クラブ）」（2015年12月18日-12月27日、AiiA 2.5 Theater Tokyo） - 主演・
- 劇団☆新感線「Vamp Bamboo Burn〜ヴァン!バン!バーン!〜~」（プレビュー2016年8月5日-8月7日、2016年8月17日-10月31日、赤坂ACTシアターほか） - 竹井京次郎 [10]
- 怒りをこめてふり返れ（2017年7月12日 - 30日、新国立劇場小劇場THE PIT） - 主演・
- クラッシャー女中（2019年3月22日 - 4月25日、本多劇場ほか） - 主演・義則（與麻生久美子雙主演）
- 劇団☆新感線『狐晴明九尾狩』（2021年9月17日 - 10月17日、TBS赤坂ACTシアター / 2021年10月27日 - 11月11日、オリックス劇場） - 主演・安倍晴明
- ルードヴィヒ〜Beethoven The Piano〜（2022年10月 - 11月） - 主演· ベートーヴェン[11]
- ケンジトシ（2023年2月8日 - 3月10日） - 主演·

### 配音
- 阿拉丁（2019年6月7日） - 主演・阿拉丁 役
- 突然降臨的埃及神（2020年12月7日） - 旁白
- 活了100天的鱷魚（2021年5月28日） - 老鼠
- 突然降臨的埃及神2（2023年1月10日） - 旁白[12]
- 劇場版 SPY×FAMILY CODE: White（2023年12月22日） - 德米特里[13]
- 貝里琉 -樂園的格爾尼卡-（2025年12月5日） - 吉敷佳助[14]

### 網路劇
- 本田技研工業 微電影「ある日突然グリーンマシーン」
- お残しは許しまへんでっ!（トップコート×アメーバスタジオ月1レギュラー番組）2013年4月 - 2014年12月
- 女子の事件は、大抵トイレで起こるのだ。（GYAO配信） - 教育実習生・金子
- デスノート NEW GENERATION（2016年Hulu配信）
- AGC旭硝子 Web限定Movie「言えなかった男編」
- 神探夏洛克小姐（2018年4月27日 - 、Hulu×HBOアジア） - 柴田巡査部長
- maruhoニキビ一緒に治そうProject WEBムービー「ニキビも、悩みも、小さなうちに」篇（2018年9月 - ）
- No Activity／今天也沒有異狀（2021年12月17日、Amazon Prime Video） - 主演・椎名遊
  - No Activity 2／今天也沒有異狀 2（2024年9月12日、Amazon Prime Video） - 主演・椎名遊
- 假面騎士BLACK SUN（2022年10月28日 - 、Amazon Prime Video）- 主演・秋月信彥／假面騎士SHADOWMOON

## 音樂錄影帶
- Lil'B（日语：Lil'B）「つないだ手」（2009年）
- N.O.B.U!!!「今日もハレfeat.HAN-KUN〜あの日の夢〜」（2013年）
- アカシック「今日から夜は家にいるよ」（2016年）[15]

## 廣告
- 吉野家（2016年5月 - ）[16]
- DAIWA HOUSE D-room 「開始篇」 （页面存档备份，存于）、「朝篇」 （页面存档备份，存于）（2016年8月 - ） - 與上野樹里
- 7連発！中村倫也ママは「Simeji」を使いこなすイケてる主婦／Simeji web動画 （页面存档备份，存于） （2018年10月 - ） - Simeji媽媽[17]
- “妖精”となった中村倫也、優しく弾き語り「ピエトロ おうちパスタ うたうたい」篇 （页面存档备份，存于）（2018年10月 - ）
- 中村倫也、スーツ姿で軽快なジャンプ!カジュアルとオフィス2つのスタイルに変身　ABC-MART『HAWKINS TRAVELLER』 （页面存档备份，存于）（2018年11月 - ）
- ブルボン ルマンドアイス 「恋の味」篇 （页面存档备份，存于）、「運命の数」篇 （页面存档备份，存于）（2019年2月11日 - ）

## 外部連結
- TOP COAT官方網站 （页面存档备份，存于）
- 「中村倫也のBlog」 （页面存档备份，存于）
- 中村倫也的X（前Twitter）